# Esplosivistica
L'esplosivistica è la scienza che studia tutte le materie esplodenti, sia deflagranti che detonanti, i loro effetti e le loro applicazioni. Gli esperti di esplosivistica sono coloro che conoscono l'applicazione degli esplosivi nei campi dell'Ingegneria civile e dell'Ingegneria mineraria, in particolare in materia di demolizioni controllate, sbancamenti, scavo di gallerie e coltivazione di cave e miniere.

## Uso del termine
Nonostante esistano numerose citazioni bibliografiche, il termine esplosivistica è ancora considerato un neologismo.

## Attività
Il settore dell'esplosivistica in senso stretto non è trattato da alcun ateneo, se non come materia complementare nelle facoltà di ingegneria mineraria, ora definita più precisamente come ingegneria dell'ambiente e del territorio.
Inoltre è materia prevista nei diplomi del perito minerario, ora chiamato perito geotecnico.
A livello privato, la materia dell'esplosivistica è trattata dall'istituto ricerche esplosivistiche di Parma.

## Campi di applicazione
L'applicazione dell'esplosivistica comprende tutti gli usi positivi dell'esplosivo in diversi campi:
- campo civile: principalmente si parla di coltivazione di cave e di miniere, scavi di gallerie, demolizioni di strutture pericolanti o abusive (ecomostri),
- campo della sicurezza: l'attivazione di airbag, la funzionalità dei pretensionatori delle cinture di sicurezza (efficacia dovuta a microcariche esplosive), l'apertura istantanea di portelloni di emergenza e il conseguente attivazione di scivoli gonfiabili per lo sgombero veloce (sempre presenti sugli aerei di linea, la messa in azione di estintori per i motori, ecc.
- navigazione: gli esplosivi costituiscono la base per i razzi di emergenza e i lanciasagole che possono lanciare a grande distanza il salvagente per un uomo caduto in acqua,
- campo ambientale: si possono distaccare masse rocciose pericolanti, provocare le valanghe in modo controllato, consolidare terreni franosi, asciugare paludi, prevenire la grandine, spegnere pozzi di petrolio in eruzione o combattere gli incendi boschivi,
- campo industriale: con particolari tecniche, dispositivi esplodenti possono sagomare i metalli per creare parti meccaniche super resistenti, saldare metalli diversi, fabbricare diamanti artificiali per l’industria abrasiva e dell’utensileria da taglio.
- campo veterinario: piccole cariche esplosive lanciano siringhe e quando a contatto spingono il pistone dello stantuffo per addormentare a distanza animali feroci o imbizzarriti,
- campo della ricerca scientifica: le esplosioni sono essenziali nello studio geofisico della Terra e nella ricerca di risorse idriche o minerarie.
- campo ricreativo e dello spettacolo: tutti gli artifizi pirotecnici sono esplosivi, seppur con il solo scopo di generare luce, fumo o suoni. I fuochi d'artificio e gli effetti pirotecnici teatrali sono a tutti gli effetti esplosivi deflagranti.